# Burgo de Osma-Ciudad de Osma
Burgo de Osma-Ciudad de Osma – gmina w Hiszpanii, w prowincji Soria, w Kastylii i León, o powierzchni 289,35 km². W 2011 roku gmina liczyła 5228 mieszkańców.